# Berlin–Hamburg mágnesvasút
A Berlin–Hamburg mágnesvasút egy 1990-es évekbeli mágnesvasút-projekt volt a Berlin és Hamburg közötti útvonalra, amely nem jutott túl a tervezési fázison. A 2000 februárjában meghiúsult projekt nyomán született meg a Metrorapid (Düsseldorf-Dortmund) és a Transrapid München, két másik regionális közlekedési Transrapid-projekt, amelyek szintén meghiúsultak.
Mintegy 400 millió német márkát (kb. 200 millió eurót) fektettek a projektbe, amelyet nyolcéves tervezési szakasz után elvetettek.

## Útvonal
A vonal a hamburgi főpályaudvartól (vonalkilométer 0,0) Hamburg-Moorfleet (7,2 km), Holthusen (Schwerintől délre, 99,0 km) és Berlin-Spandau (278,4 km) közbenső megállóhelyekkel a berlini főpályaudvarig (290,8 km) vezetett volna, és szinte folyamatosan a meglévő Berlin–Hamburg nagysebességű vasútvonaltól északra futott volna. Hamburg és Schwerin között a vonal nagyrészt a 24-es szövetségi autópályával összekötött közlekedési útvonalon, a délkeleti szakaszon részben a meglévő vasútvonallal párhuzamosan haladt volna. A meglévő vasútvonal és a mágnesvasút között körülbelül 15 m-es középponti távolságot terveztek.
Összesen 192 km (65%) haladt volna a meglévő vasútvonaltól északra.
Összesen 192 km-e (65%) az útvonalnak a meglévő közlekedési útvonalakkal (beleértve a nagyfeszültségű távvezetékeket is) párhuzamosan kellett volna haladnia. Az ICE 3 82 perces menetidejéhez képest a Transrapid legfeljebb 60 perc alatt tudta volna megtenni a távolságot közbenső megállások nélkül. A három tervezett közbenső megállót is figyelembe véve a menetidő 82 perc lett volna. 450 km/h (az agglomerációkban legfeljebb 250 km/h) vagy 500 km/h végsebességet kellett volna elérni.
A 292 kilométernyi pályából 45 km Schleswig-Holstein tartományon, 90 km Mecklenburg-Elő-Pomeránián és 125 km Brandenburgon keresztül vezetett volna. A 292 km-ből 131 km-t magasan, a többit a földfelszínen kellett volna megtennie. Perlebergben (166. vonalkilométer) építettek volna egy üzemcsarnokot, a két végállomás közelében pedig egyenként öt vonat számára kialakítottak volna egy-egy tároló és kezelőhelyiséget. A közlekedési útvonal szélessége a sebességtől függően 10,10 és 11,40 m közötti lett volna. Kilenc áthaladó állomást is terveztek.
A peronok egyenként 130 m hosszúak lettek volna, és lehetővé tették volna ötrészes járművek használatát, egyenként 438 ülőhellyel, két kocsiosztályos rendszerben. 2. osztályon 49 cm széles és 86 cm hosszanti üléstávolságú üléseket terveztek. A középső folyosó szélessége 49 cm lett volna.  Ehhez az üzemhez 55 darab Transrapid 08-ast kellett volna beszerezni.